# Церква Введення Пречистої Діви Марії (Лучка)
Церква Введення Пречистої Діви Марії в Лучці — парафія і храм греко-католицької та православної громад у селі Лучка Тернопільського району Тернопільської области.
Оголошена пам'яткою архітектури місцевого значення.

## Історія церкви
Колись усе село належало до Микулинецького деканату Львівської архієпархії УГКЦ. Богослужіння тут проводили священники з Микулинецької парафії, зазвичай раз чи двічі на місяць.
Будівництво храму відбувалося в декілька етапів: спочатку звели капличку, яку згодом перебудували на церкву. Будівництво завершили у 1903 році на пожертви місцевих жителів. Храм освятив владика Никита Будка, який пізніше став блаженним мучеником. Церква завжди належала УГКЦ, але після 1946 року радянська влада її закрила і не передала православній громаді. Парафія відновила свою діяльність у 1990 році.
У 1996 році парафію відвідав владика Михаїл Сабрига.
При парафії діють Вівтарна дружина (з 2008 року) та братство Матері Божої Неустанної Помочі (з 1997 року).
На території села є три пам'ятні фігури: кам'яний хрест на честь скасування панщини (з 1991 року), фігура Матері Божої (з 1995 року) та дерев'яний хрест (з 1997 року). Біля них у травні-червні відбуваються молебні.
На початку 1990-х років у селі утворилася також громада Тернопільсько-Бучацької єпархії ПЦУ. Обидві громади проводять богослужіння в одному храмі почергово.

## Парохи
УГКЦ
- о. Стефан Котик,
- о. Іван Збаращук,
- о. Володимир Дудка,
- о. Ярослав Півторак (з 1996),
- о. Василь Дідух.

ПЦУ
- невідомо.